# ヴェッローネ
ヴェッローネ（伊: Verrone）は、イタリア共和国ピエモンテ州ビエッラ県にある、人口約1,300人の基礎自治体（コムーネ）。

## 地理

### 位置・広がり
| 隣接するコムーネは以下の通り。 - ベンナ - カンデーロ - チェッリオーネ - ガリアーニコ - マッサッツァ - サルッソーラ - サンディリアーノ |